# Loxsomopsis
Loxsomopsis, monotipski rod papratnica iz porodice Loxsomataceae. Jedina vrsta je Loxsomopsis pearcei, duž andskog planinskog lanca od Bolivije prema sjeveru do Kostarike.

## Sinonimi
- Dennstaedtia pearcei (Baker) C.Chr.
- Dicksonia pearcei Baker
- Loxsomopsis costaricensis Christ
- Loxsomopsis lehmannii Hieron.
- Loxsomopsis notabilis Sloss.
- Loxsomopsis lehmannii var. crespiana Bosco
- Loxsomopsis lehmannii var. glabra Bosco